# Madeline McDowell Breckinridge
Pour les articles homonymes, voir McDowell et Breckinridge.
Madeline (Madge) McDowell Breckinridge (20 mai 1872-25 novembre 1920) est une dirigeante américaine du mouvement du suffrage féminin au Kentucky. Elle assiste au premier vote des femmes du Kentucky à l'élection présidentielle américaine de 1920. Elle lance des réformes progressives pour la scolarisation obligatoire et le travail des enfants. Elle fonde de nombreuses organisations civiques et milite pour mettre en place des écoles pour les enfants et les adultes, des parcs et des installations de loisirs et des programmes de formation manuelle dans les districts pauvres.

## Biographie

### Petite enfance et famille
Elle naît à Woodlake, Kentucky le 20 mai 1872 et grandit à Ashland, la ferme établie par son arrière-grand-père Henry Clay, un politicien du XIXe siècle,. Sa mère, Anne Clay McDowell est la fille de Henry Clay, Jr., et son père est le major Henry Clay McDowell (un homonyme de Henry Clay), qui sert pendant la guerre civile américaine du côté de l'Armée de l'Union. Ils achètent le domaine d'Ashland en 1882.
Madeline Breckinridge est l'une des sept enfants du couple. Il y a quatre garçons, Henry Clay, William Adair, Thomas Clay et Ballard. Ses deux sœurs s'appellent Nanette et Julia. Henry a été juge fédéral et Thomas un propriétaire, un éleveur et un entraîneur de chevaux de course pur-sang renommés, qui a remporté le Derby du Kentucky en 1902,.
Breckinridge est la petite-nièce du Dr Ephraim McDowell. Sa cousine éloignée, Laura Clay, fonde la Kentucky Equal Rights Association en 1888, dont Breckinridge devient plus tard la présidente.

### Éducation
Elle fait ses études à Lexington (Kentucky), à l'école de Miss Porter à Farmington (Connecticut), et au State College (devenu l'université du Kentucky) entre 1890 et 1894. Elle est malade pendant ses années universitaires et, en raison d'une tuberculose osseuse, une partie de sa jambe est amputée et remplacée par une jambe de bois. La jeune femme autrefois athlétique et adepte des sports de plein air devient plus studieuse. Elle écrit des critiques de livres pour le Lexington Herald et étudie la philosophie et la littérature allemandes avec d'autres membres du Fortnightly Club.

### Mariage

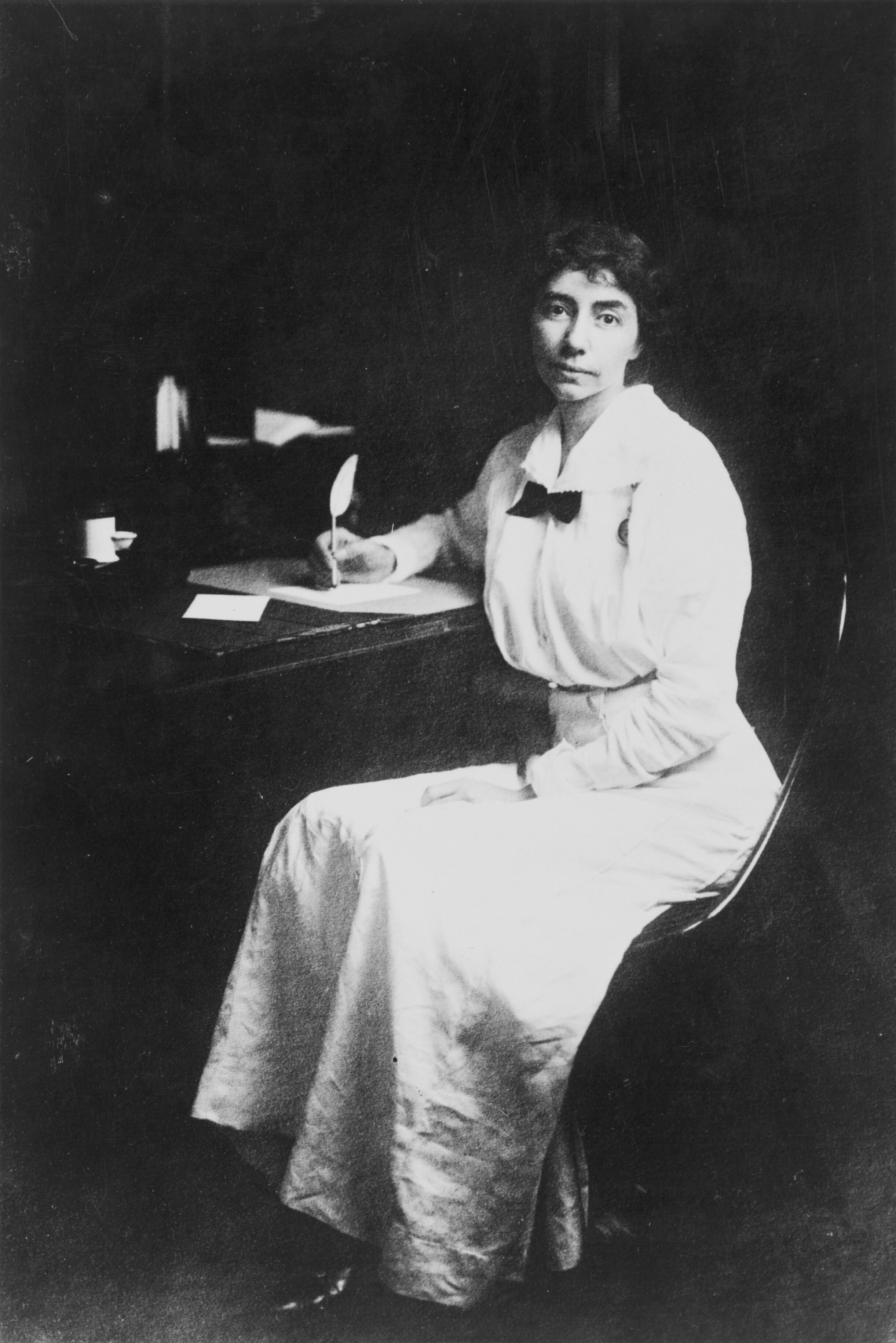
Breckinridge à son bureau.

Le 17 novembre 1898, Madeline McDowell épouse Desha Breckinridge, rédacteur en chef du Lexington Herald. La sœur de Desha est l'avocate et travailleuse sociale pionnière Sophonisba Breckinridge. Cette dernière écrit une biographie de sa belle-sœur intitulée Madeline McDowell Breckinridge: A Leader in the New South,,.
Les Breckinridges se servent ensemble des pages éditoriales du journal pour promouvoir les causes politiques et sociales de l'ère progressiste, en particulier les programmes pour les pauvres, le bien-être des enfants et les droits des femmes. Desha se révèle infidèle et Breckinridge réagit en s'investissant dans ses activités civiques. Elle se rend dans un sanatorium de Denver, Colorado en 1903 et 1904. Aux environs de 1904, elle subit un accident vasculaire cérébral (AVC). Elle a 32 ans.

### Activités civiques
Elle organise un service social à Proctor, une mission épiscopale du Kentucky avec les Gleaners of Christ Church Episcopal de 1899 à 1900. En 1900, elle participe à la fondation de la Lexington Civic League, qui crée des jardins d'enfants publics, des parcs et des lieux de loisirs pour les enfants,,. Elle contribue également à fonder l'organisation de secours Associated Charities, cette année-là. Breckenridge s'efforce de faire adopter des lois concernant le travail des enfants, la fréquentation scolaire obligatoire, le développement d'un système de justice pour mineurs dans l'État (loi adoptée en 1906). Elle s'occupe d'introduire la formation manuelle aux sciences domestiques et les cours de menuiserie dans les écoles, avec le financement de la commission scolaire (board of education) à partir de 1907. Grâce aux efforts de la Lexington Civic League, elle fonde un service social, semblable à celui de la Hull House à Chicago, nommée la Lincoln School, du nom du politicien Robert Todd Lincoln, donateur de 30 000 $ pour en financer la construction. L'école, qui ouvre ses portes en 1912, possède des salles de classe dédiées le jour aux enfants et le soir aux adultes, des piscines, un gymnase, une buanderie, une menuiserie, une conserverie et une salle de réunion communautaire. Elle reçoit les habitants pauvres de Lexington, ainsi qu'un afflux d'immigrants irlandais, dont beaucoup sont analphabètes.
En 1905, Breckinridge cherche des moyens de rendre des services aux personnes atteintes de tuberculose à Lexington, en commençant par créer une clinique gratuite. Elle s'engage au sein d'associations caritatives et de la Ligue civique. Elle fonde la Kentucky Association for the Prevention and Treatment of Tuberculosis en 1912, aide à implanter le Blue Grass Sanitarium à Lexington en travaillant avec la Fayette County Tuberculosis Association. Elle siège à la commission d'État jusqu'en 1916.

Breckinridge préside le comité législatif de la Fédération des clubs de femmes du Kentucky en 1908, 1910 et 1912. Elle travaille intensément, à ce poste, pour rétablir le droit de vote des femmes du Kentucky aux élections des commissions scolaires avant même que le dix-neuvième amendement n'accorde le suffrage total,.

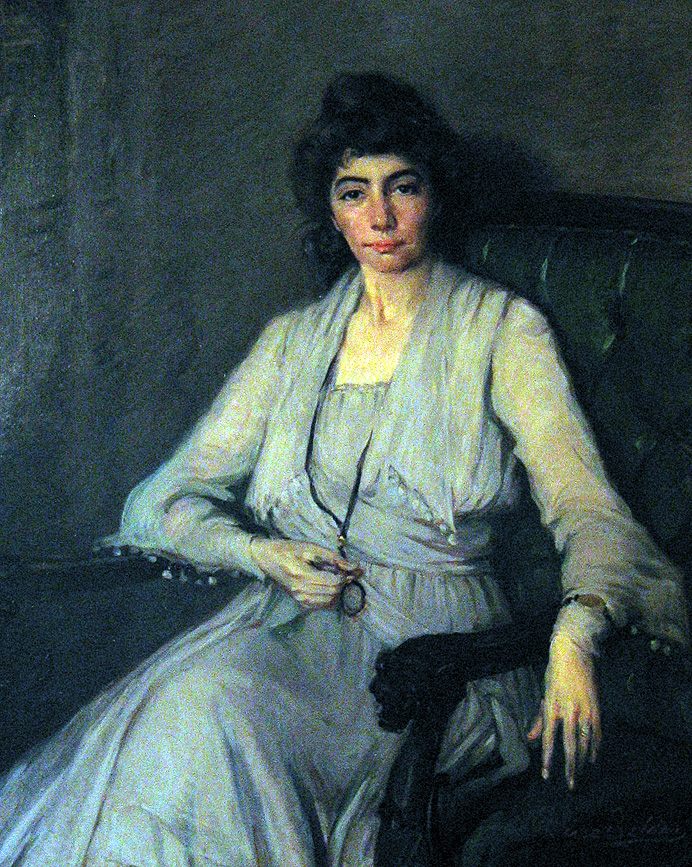
Dixie Selden, Madeline McDowell Breckinridge, 1920, Ashland, Henry Clay Estate, Lexington, Kentucky

### Droits égaux
Frustrée par le manque d'influence qu'elle et d'autres femmes peuvent avoir auprès des politiciens de l'État sur la réforme sociale, Breckenridge commence à faire pression pour que les femmes votent afin de peser plus fortement dans le processus politique. De 1912 à 1915 et de 1919 à 1920, Breckinridge est présidente de la Kentucky Equal Rights Association. Les femmes obtiennent le droit de voter aux élections des commissions scolaires en 1912, grâce à ses efforts de lobbying en tant que présidente législative de la Fédération des clubs de femmes du Kentucky. De 1913 à 1915 Breckenridge est vice-présidente de la National American Woman Suffrage Association. Elle discourt du suffrage des femmes dans plusieurs États. Elle est également membre de la Fayette Equal Rights Association, qui est une section de la Kentucky Equal Rights Association. Son objectif est d'obtenir une législation nationale et fédérale pour le droit de vote des femmes. « Personnalité politique de premier plan », elle s'implique dans le Woman's Democratic Club of Kentucky.

« La femme la plus influente de l’État, elle a utilisé de nouvelles tactiques, telles que des marches pour le suffrage, ainsi que sa capacité de parler et son humour, pour gagner plus de soutien. Dans une voix forte venant d’un corps mince et souvent faible, elle a demandé au public de regarder le Kentucky dirigé par des hommes, avec ses écoles pauvres, la violence, et la politique corrompue, et a demandé si la question ne devait pas être de savoir si les femmes étaient aptes au suffrage mais si les hommes l’étaient »

— Lowell H. Harrison et James C. Klotter, A New History of Kentucky
La ratification du dix-neuvième amendement à la Constitution des États-Unis au Kentucky le 6 janvier 1920, doit beaucoup à son engagement. Breckinridge fait campagne à travers le pays pour le parti démocrate et elle vote à l'élection présidentielle américaine de 1920,. Elle s'engage ensuite pour former la Ligue nationale des électrices de la Kentucky Equal Rights Association. Breckinridge est aussi une ardente défenseure de la Société des Nations.

### Mort et héritage

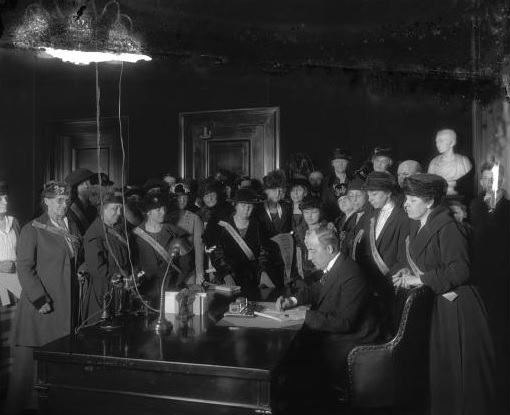
Madeline McDowell Breckinridge se tient derrière (deuxième à droite) le gouverneur Edwin P. Morrow alors qu'il signe la ratification par le Kentucky du dix-neuvième amendement.

Après avoir souffert de tuberculose et d'un accident vasculaire cérébral, elle meurt le jour de Thanksgiving 1920 à l'âge de 48 ans. Elle préparait ce jour-là des dons pour les pauvres. Elle est enterrée au Lexington Cemetery, Fayette County, Kentucky,. Breckinridge, nommée l'une des Kentucky Women Remembered (en) en 1996 car elle « était considérée par certains comme une militante, comme l'une des suffragettes les plus actives du Kentucky et comme une fervente partisane du dix-neuvième amendement ». Dans leur livre, A New History of Kentucky, Lowell H. Harrison et James C. Klotter, affirment que Breckinridge est la femme la plus influente de l'État. Son portrait est affiché en permanence au Capitole de l'État du Kentucky. Ses articles sont conservés dans les bibliothèques de l'université du Kentucky.

## Publications
- (en) Kentucky Federation of Women's Clubs, School Betterment for Kentucky, The Democrat, 1908, 31 p. (lire en ligne)
- (en) A Mother's Sphere, New York, National Woman Suffrage Publishing Co., 1917 (OCLC 866988563)  - accessible en ligne via le Kentucky Woman Suffrage Project sur le réseau H-Kentucky.